# Baiocco
Pour les articles homonymes, voir Baiocco (homonymie).
Le baiocco ou bajocco (pluriel italien : baiocchi ou bajocchi) est une monnaie subdivisionnaire italienne émise à partir du XVe siècle et jusqu'en 1865. 

## Histoire
Il s'agit à l'origine d'une monnaie de 12 denari, c'est-à-dire un soldo d'argent imitant le groschen (ou grosso) de Bologne (it) (bolognino).

### Les États pontificaux

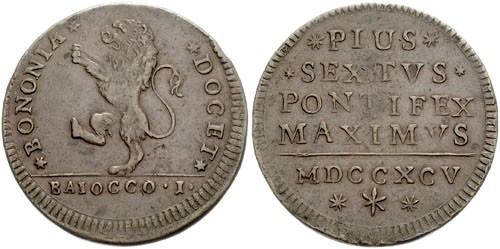
Un baiocco de 1795, du pape Pie VI.

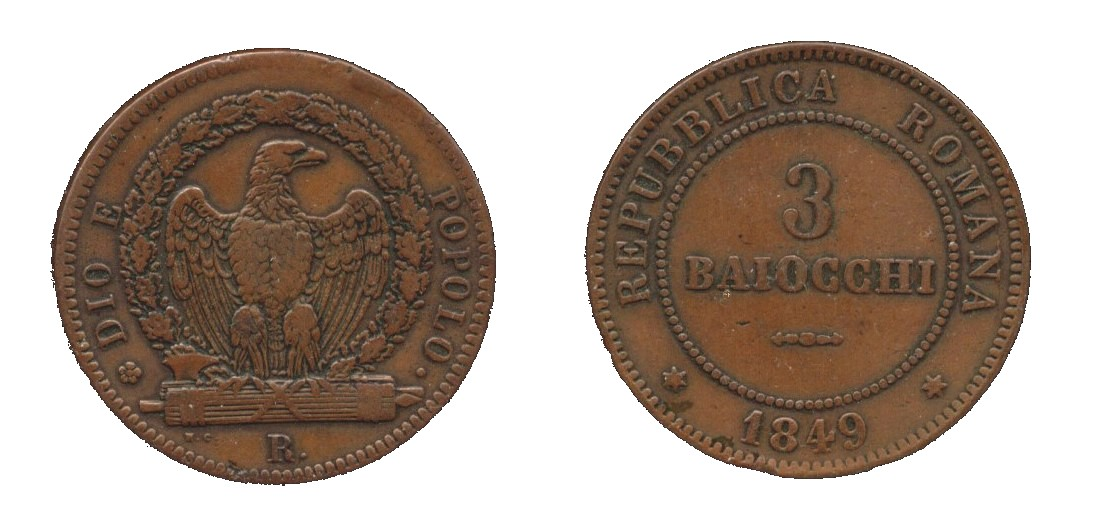
Un 3 baiocchi de 1849.

Le nom est ensuite repris pour les monnaies de même valeur émises par les États pontificaux.
Le terme baiocco vient de la ville de Bayeux, où furent frappés les premiers deniers carolingiens ; comme Charlemagne fut couronné à Rome par le pape Léon III, et que les papes passèrent par Avignon, il s'imposa pour plaire aux souverains de France.
À la suite de l'appréciation de la valeur de l'argent, le baiocco voit son poids diminuer afin de maintenir sa valeur égale. Atteignant une trop petite taille, le titre d'argent est alors réduit pour lui permettre de retrouver des dimensions courantes.
Le pape Sixte V le fait battre avec une valeur de 4 quattrini (it) — ou un 10e de giulio (it) — mais diminué de 20 % de valeur intrinsèque.
En 1531, il devient une subdivision du scudo pontifical, soit 1/100e.
Il en est émis en grande quantité, bientôt imitée par le Zecca di Urbino et falsifiée à Gazoldo degli Ippoliti et à Castiglione delle Stiviere, ce qui entraine une première interruption de sa production.
En 1602, est émise une monnaie d'un demi baiocco et en 1725, un baiocco de cuivre. Cent baiocchi valent alors un scudo romain.
Durant le XIXe siècle, elle constitue la monnaie de base des États pontificaux. Des pièces d'une valeur d'un demi, un, deux, cinq, dix, vingt et cinquante baiocchi sont battues, jusqu'en 1825 ; à cette date les États pontificaux désirant adhérer à Union latine, ils décident alors d'introduire le système décimal en usage dans de nombreux pays d'Europe.
La valeur de la monnaie est à cette période d’un soldo, c’est-à-dire cinq centimes de lire.

### Le royaume de Naples
Au XVIIIe siècle les monnaies du royaume de Naples portent également ce nom. En 1866, le taux de change est alors d’un scudo pour cent baiocchi ou 5,375 lires.

## Particularités anecdotiques
L’usage du baiocco est demeuré ancré dans la culture populaire italienne, se perpétuant jusqu’au XXIe siècle ; dans la culture romaine et d’autres communes ayant appartenu aux États pontificaux, « demeurer sans un baiocco » est encore utilisé pour qualifier une situation pécuniaire précaire voire désespérée.
La marque de biscuits italiens Mulino Bianco a repris le terme pour désigner l’un de ses produits au chocolat dont la forme rappelle celle de la monnaie.